# أريه وارشيل

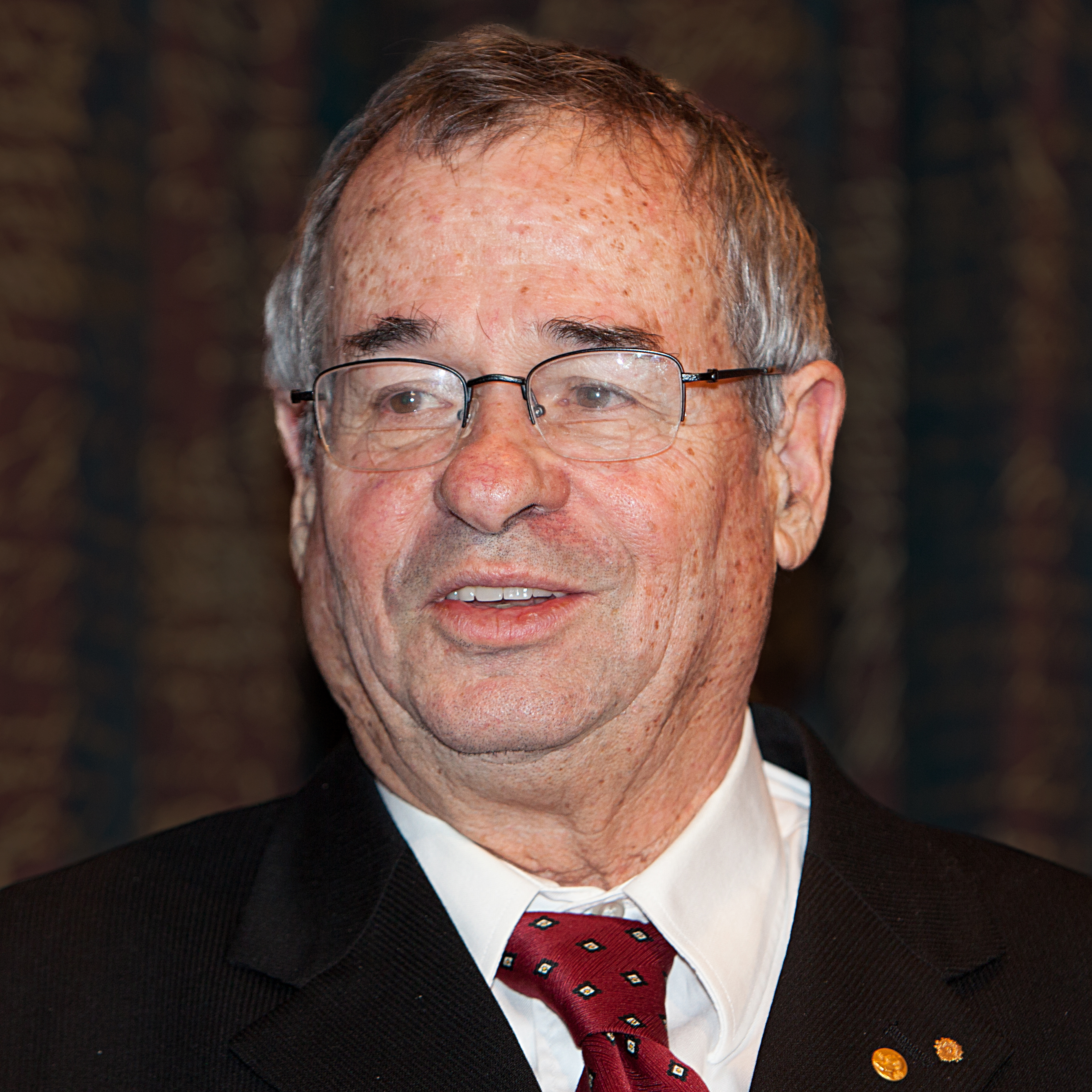
وارسيل في مؤتمر صحفي في الأكاديمية الملكية السويدية للعلوم في ستوكهولم ، ديسمبر 2013

أريه وارشيل (بالعبرية: אריה ורשל‏) (مواليد 20 نوفمبر 1940) هو بروفسور إسرائيلي-أمريكي في مجال الكيمياء والكيمياء الحيوية في جامعة جنوب كاليفورنيا. حصل على جائزة نوبل في الكيمياء للعام 2013 بالمشاركة مع مايكل لويت ومارتين كاربلوس على تطوير نماذج متعددة القياسات للأنظمة الكيميائية المعقدة.

## روابط خارجية
- أريه وارشيل على موقع الموسوعة البريطانية (الإنجليزية)
- أريه وارشيل على موقع مونزينجر (الألمانية)